# Thierry Maunier
Thierry Maunier (Charenton-le-Pont, 16 januari 1969), die signeert onder het pseudoniem Téhem, is een Frans stripauteur. 

## Carrière
De ouders van Maunier waren afkomstig van het eiland Réunion en toen hij vijf was verhuisde het gezin daarheen. Als scholier richtte hij daar met andere jongeren een amateurblad voor strips op, Le cri du margouillat. Maunier werd tekenleraar en gaf les in een school in Evreux in een achterstandsbuurt. Op zijn ervaringen daar baseerde hij zijn stripreeksen Malika Secouss en Zap Collège. In die laatste strip vertelt hij de belevenissen van vier adolescenten op en rond de school. Van deze strip werd ook een tekenfilmreeks gemaakt, Zap Jr. High. Hij tekende ook een avontuur buiten reeks van Robbedoes en Kwabbernoot. Ook nadat hij voltijds striptekenaar werd, bleef hij enkele uren per week tekenles geven in een school in zijn woonplaats Brion.
Naast zijn werk als striptekenaar verzorgde Téhem ook illustraties bij educatieve publicaties, zoals Zizi, Zézette in verband met seksuele opvoeding, en verzorgde hij de inkleuring van het eerste deel van de strip La grippe coloniale.